# Merseburger Buntpapierfabrik

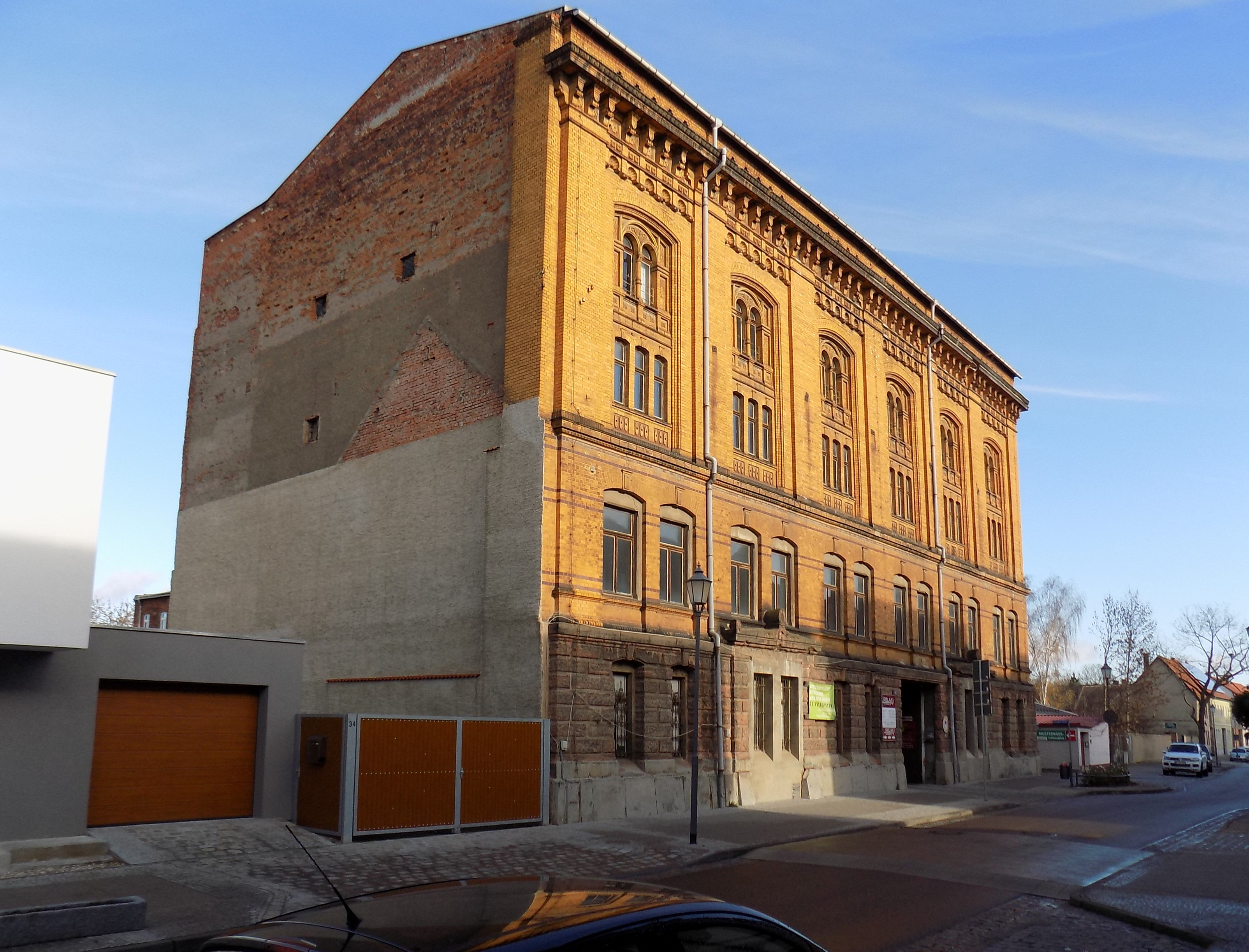
Buntpapierfabrik in Merseburg

Die Merseburger Buntpapierfabrik oder auch Buntpapierfabrik Heilmann ist eine denkmalgeschützte Papierfabrik in der Stadt Merseburg, Neumarkt 36, in Sachsen-Anhalt. Im örtlichen Denkmalverzeichnis ist sie mit der Erfassungsnummer 094 20926 als Baudenkmal verzeichnet.

## Allgemeines
Nachdem in der ersten Hälfte des 19. Jahrhunderts das maschinelle Verfahren zur Produktion von Buntpapier verbessert wurde, entstand am Neumarkt in Merseburg bereits 1824 die erste Buntpapierfabrik. Gründer und Inhaber war bis 1851 Johann Gottlieb Schreiber, dessen Erzeugnisse 1844 bei der Allgemeinen Deutschen Gewerbe-Ausstellung gezeigt wurden. Carl Gottfried Hühne und Heinrich Schreiber waren von 1852 bis 1856 die Eigentümer. Ab 1857 führten Hühne und dann dessen Söhne das Unternehmen. Als die Firma 1870 in Konkurs geriet, wurde sie vom Hauptgläubiger, Friedrich Wilhelm Abel in Magdeburg, für 10.000 Taler erworben und gemeinsam mit dem Apotheker Otto Fahlberg bis 1877 unter der Firma Fahlberg & Co. betrieben. Im April 1877 übernahm der aus Aschaffenburg stammende Fabrikant Sebastian Heilmann die Leitung der Firma Heilmann & Abel. Seit 1888 leitete er als Alleininhaber die Merseburger Buntpapierfabrik Sebastian Heilmann bis 1908. Der Schwiegersohn Deckert und die beiden Söhne Emil und Sebastian Heilmann jun. leiteten das nun in eine GmbH umgewandelte Unternehmen. 1914 war der Betrieb mit einer Betriebskraft von 250 PS Dampf und zwei Dampfmaschinen à 150 und 100 PS ausgestattet. Es waren folgende Arbeitsmaschinen vorhanden: 18 Färbmaschinen, 140 Glättner, 11 Kalander, 14 Bürstmaschinen, 10 Gaufriermaschinen, 3 Walzendruckmaschinen, 17 Schneidemaschinen. Von 1918 bis 1939 befand sich die Buntpapierfabrik im Besitz von Sebastian Heilmann. Die Buntpapierherstellung wurde mit Beginn des Zweiten Weltkriegs eingestellt.

## Geschichte
Von der 1824 erbauten Buntpapierfabrik ist heute nichts mehr erhalten. Das heute als Hauptgebäude bezeichnete Gebäude entstand wahrscheinlich in der Zeit von 1880 bis 1890, das genaue Datum ist nicht bekannt. Als 1885 in Merseburg der „Mitteldeutsche Papierverein“ gegründet wurde, fand für die Teilnehmer am 31. Oktober eine Führung durch die Buntpapierfabrik von Heilmann & Abel statt. Ein ausführlicher Bericht über diese Besichtigung vermerkt: „Es ist ein stattliches Gebäude, im Ziegelrohbau ausgeführt, welches die Besucher aufnimmt und in dessen erster Etage sich die Wohnräume des Herrn Heilmann befinden.“ Der Anbau entstand 1907. Der Blick auf das damalige Gesamtareal der Merseburger Buntpapierfabrik Sebastian Heilmann G.m.b.H. wurde 1924 aus Anlass des einhundertjährigen Bestehens auf dem Briefkopf des Unternehmens abgedruckt. Heute (Stand 2016) wird ein Teil der Papierfabrik durch ein Fitnessstudio genutzt.

## Architektur
Bei der Gestaltung der Straßenfassade nutzte man Elemente des italienischen Stadtpalastbaues und unverputzte gelbe Klinker. Hofflügel von 1907 mit Fassadengliederung in Jugendstilformen.

## Lage
Die Gebäude der ehemaligen Buntpapierfabrik befinden sich an der Straße Neumarkt unter der Hausnummer 36.